# François-Xavier Maroy
François-Xavier Maroy Rusengo, né le 1er septembre 1956 à Bukavu, est archevêque de Bukavu en République démocratique du Congo.

## Biographie
François-Xavier Maroy, archevêque de Bukavu, administrateur apostolique diocésain d’Uvira, président du conseil d’administration de l’hôpital provincial général de référence de Bukavu, grand chancelier de l'UCB, est né à Bukavu le 1er septembre 1956 de Césaire Maroy (décédé en 1979) et d'Angeline Igera.
Après avoir suivi sa scolarité de base à l'école Sainte-Thérèse de Bugabo, il s'inscrit, en 1970, au collège Notre-Dame-de-la-Victoire. Il achève des études en chimie et biologie avant d'entrer au grand séminaire pour y suivre sa formation en vue de la prêtrise.

### Prêtrise
Il est ordonné prêtre le 19 août 1984 par l'archevêque Aloys Mulindwa Mutabesha Mugoma Mweru (fi). Durant cette période, de 1984 à 1985, il est vicaire à la paroisse de Burhale, puis il est nommé recteur au petit séminaire de Cibimbi où il occupe cette fonction de 1985 à 1987. Il est ensuite économe général adjoint à l'Économat général de 1987 à 1988. Il est ensuite nommé recteur au petit séminaire et propédeutique de Mugeri de 1988 à 1997. Par la suite, il revient à une activité de prêtre diocésain plus classique en étant nommé curé à la paroisse Saint-François-Xavier de Kadutu de 1997 à 2002. Sa dernière fonction en tant que prêtre sera celle de vicaire épiscopal chargé de la pastorale et vicaire général de l’archidiocèse de 2002 à 2004.

### Épiscopat
Il est nommé évêque le 22 novembre 2004 et son ordination épiscopale a lieu à Kadutu au Stade de la Concorde, le dimanche 16 janvier 2005. Il a choisi pour devise épiscopale « Que ta volonté soit faite » (Mt 6,10).
Les trois évêques consécrateurs sont :
- Giovanni d'Aniello (nonce apostolique en République Démocratique du Congo) ;
- Le cardinal Frédéric Etsou, archevêque de Kinshasa ;
- Charles Mbogha Kambale, archevêque de Bukavu.

En 2007, il rend hommage à l'abbé Gilbert Marguet à la suite du décès de ce dernier, ancien prêtre à la paroisse de Bottens, qui lui a permis d'y être vicaire lors de l'été 1995. Ce contact lui a permis d'exercer plusieurs missions pastorales en Suisse, où il garde le lien avec l'unité pastorale du Gros-de-Vaud.